# Alisan Porter
Alisan Leigh Porter (Worcester, 20 de junho de 1981) é uma cantora, blogueira, atriz e dançarina estadunidense. É conhecida por ter interpretado Curly Sue no filme A Malandrinha de 1991 e por vencer a 10ª temporada do reality show musical The Voice.

## The Voice
– A versão de estúdio alcançou o Top 10 no iTunes
| Fase            | Canção                                         | Data                    | Ordem | Resultado                                           |
| --------------- | ---------------------------------------------- | ----------------------- | ----- | --------------------------------------------------- |
| Blind Auditions | "Blue Bayou"                                   | 29 de fevereiro de 2016 | 11    | Todas as cadeiras viradas Escolheu o Time Christina |
| Battles         | "California Dreamin'" (contra Lacy Mandigo)    | 21 de março de 2016     | 9     | Salva pela técnica                                  |
| Knockouts       | "River" (contra Daniel Passino)                | 28 de março de 2016     | 5     | Salva pela técnica                                  |
| Playoffs        | "Cry Baby"                                     | 11 de abril de 2016     | 12    | Salva pelo público                                  |
| Top 12          | "Stone Cold"                                   | 18 de abril de 2016     | 9     | Salva pelo público                                  |
| Top 11          | "Stay With Me Baby"                            | 25 de abril de 2016     | 6     | Salva pelo público                                  |
| Top 10          | "Let Him Fly"                                  | 2 de maio de 2016       | 9     | Salva pelo público                                  |
| Top 9           | "Cryin'"                                       | 9 de maio de 2016       | 8     | Salva pelo público                                  |
| Semifinal       | "Desperado"                                    | 16 de maio de 2016      | 4     | Salva pelo público                                  |
| Final           | "Down That Road" (canção original)             | 23 de maio de 2016      | 2     | Vencedora                                           |
| Final           | "You've Got a Friend" (com Christina Aguilera) | 23 de maio de 2016      | 6     | Vencedora                                           |
| Final           | "Somewhere"                                    | 23 de maio de 2016      | 12    | Vencedora                                           |

## Discografia

### Álbuns
| Título        | Detalhes do Álbum                                                                     |
| ------------- | ------------------------------------------------------------------------------------- |
| Alisan Porter | - Lançamento: 19 de outubro de 2009 - Álbum Independente - Formato: Download digital  |
| Who We Are    | - Lançamento: 24 de novembro de 2014 - Álbum Independente - Formato: Download digital |